# Langage parlé
Le langage parlé est un langage produit par l'articulation des sons contrairement au langage écrit.

## Présentation
De nombreuses langues ne possèdent aucune forme écrite et sont donc uniquement parlées. Le langage oral ou langage vocal est un langage produit par le tractus vocal, contrairement à la langue des signes qui est réalisée avec les mains et l’expression du visage. La locution « langage parlé » est parfois utilisée spécialement par les linguistes pour seulement décrire les langages vocaux, ce sont ainsi trois termes synonymes à l’exception de la langue des signes. D’autres se réfèrent à la langue des signes comme « parlée », la mettant spécialement en opposition avec les transcriptions écrites des signes,,.
En ce qui concerne le langage parlé, le sens est déterminé par le contexte. Avec le langage écrit, le texte donne directement un sens. Pour le langage parlé, les fondements d’une proposition sont déterminés par le bon sens en référence à l’expérience, alors que pour le langage écrit, une emphase est basée sur un argument logique et cohérent. De la même façon, le langage parlé transmet de l’information subjectivement, prenant en compte la relation entre l’orateur et l’auditoire, alors que le langage écrit transmet l’information objectivement.
La relation entre les langages parlé et écrit est complexe. En matière de linguistique, le consensus actuel est que la parole est une capacité innée chez l’humain alors que le langage écrit est une invention culturelle. Cependant, certains linguistes, comme les membres du Cercle linguistique de Prague, affirment que le langage écrit et le langage parlé possèdent des qualités distinctes ce qui contesterait l’idée que le langage écrit dépend du langage parlé de par son existence.
Les langages vocaux et les langues des signes sont composés de mots. En ce qui concerne les langages vocaux, les mots sont produits par un ensemble limité de voyelles et de consonnes et souvent de langue à tons. En langue des signes, les mots sont produits par un ensemble limité de formes, d’orientations, de positions, de mouvements des mains et souvent d’expressions faciales. Dans les deux cas, ces éléments de construction sont appelés phonèmes. Pour les deux langages, vocale et des signes, les mots sont grammaticalement et prosodiquement liés aux phrases, propositions et à un grand nombre de discours.
Les enfants pouvant entendre acquièrent comme langue maternelle celle utilisée autour d’eux, qu’elle soit vocale ou des signes (s’ils peuvent voir). Les enfants sourds feront de même avec la langue des signes, si elle est utilisée autour d’eux. Le langage vocal doit leur être consciencieusement enseigné de la même façon que le langage écrit doit être enseigné aux enfants entendant (voir oralisme).
Langage parlé vocal (formalisation) :
- Le langage parlé vocal est une succession de phrases.
- Une phrase est une succession de couples mot-silence, le silence n'étant pas toujours fortement marqué à l'oral.
- Un mot est une succession ininterrompue de sons séparés par une frontière inter-sons (laquelle n'est pas un silence). Le mot "opérateur" par exemple comprend quatre sons distincts (o.pé.ra.teur).
- Un son (ou syllabe) est une concaténation de phonèmes (voyelles et/ou consonnes) prononcée en une seule émission de voix. En français, le noyau d'une syllabe est toujours un phonème de type voyelle (V), entouré éventuellement de un ou plusieurs autres phonèmes de type consonne (C). Par exemple, le mot monosyllabique "film" est une simple syllabe du type CVCC comprenant quatre phonèmes distincts (/f/ /i/ /l/ /m/).
- Un phonème est la plus petite unité que l'on puisse isoler par segmentation dans la chaîne parlée. Les voyelles sont caractérisées par le libre passage de l'air dans le conduit vocal. Les consonnes, au contraire, sont caractérisées par l'obstruction momentanée (complète ou partielle) du passage de l'air. Les phonèmes se caractérisent essentiellement par des formants, des transitions de formants et des bruits d'explosion ou de friction, visualisables sur des enregistrements de type sonagramme.